# Europäische Vereinigung von Juristinnen und Juristen für Demokratie und Menschenrechte in der Welt
Die Europäische Vereinigung von Juristinnen und Juristen für Demokratie und Menschenrechte in der Welt e.V. (European Association of Lawyers for Democracy & World Human Rights, EJDM / ELDH) ist ein europäischer Dachverband von Juristenverbänden.

## Geschichte
Der Verein wurde am 1. Mai 1993 in Paris gegründet. In der EJDM haben sich bis 2005 Berufsangehörige aus 12 europäischen Ländern zusammengeschlossen. 

## Ziele
Ziele sind Förderung des Friedens, der Abrüstung und der Völkerverständigung, Schutz der Umwelt, Kampf gegen Rassismus und Faschismus, Gleichberechtigung von Frauen und Männern und die Achtung der Rechte der Kinder sowie der Kampf gegen Diskriminierung. 
Die Vereinigung setzt sich für die Verwirklichung der Menschenrechte und der Demokratie auch in den verschiedenen Institutionen der Europäischen Union ein.
Schwerpunkte in der Arbeit bilden seit einiger Zeit 
- der Vertrag über eine europäische Verfassung,
- der Sozialstaat in Europa,
- die Erweiterung der Europäischen Union,
- die bürgerrechtlichen und menschenrechtlichen Folgen der Anti-Terrorpolitik,
- Verstöße gegen das völkerrechtliche Aggressionsverbot
- die Verfolgung von Kriegsverbrechen.

Weitere Aktivitäten bestehen in der Beteiligung am deutschen Netz gegen Rassismus und am Europäischen Netzwerk gegen Rassismus, in Prozessbeobachtungen in der Türkei, Missionen nach Palästina zur Untersuchung der Menschenrechtslage und der Mission nach Französisch-Guyana zur Untersuchung der Menschenrechtslage.
Die Finanzierung erfolgt durch Mitgliedsbeiträgen, Spenden und öffentliche Zuschüsse. Die Organisation ist in Deutschland als gemeinnützig und besonders förderungswürdig anerkannt. Der rechtliche Sitz ist in Düsseldorf.
Auf der Generalversammlung im Mai 2005 in London wurde Bill Bowring (London) als neuer Präsident gewählt. Er lehrt Völkerrecht, Verfassungsrecht und Menschenrechte. Monique Chemillier-Gendreau aus Paris (Mitbegründerin der EJDM und während acht Jahren deren Präsidentin) wurde zur Ehrenpräsidentin gewählt. Sie lehrte Völkerrecht an der Universität Paris VII. Generalsekretär ist der Gewerkschaftsjurist und Rechtsanwalt Thomas Schmidt aus Düsseldorf.

## Mitglieder
Die EJDM ist ein Dachverband verschiedener nationaler Vereinigungen von Juristen, unter anderem:
- Deutschland: Vereinigung Demokratischer Juristinnen und Juristen.
- Frankreich: Association Francaise des Juristes Démocrates (AFJD)
- Italien: Giuristi Democratici (AIGD)
- Russland: Centre for Social and Labour Rights (CSLR)
- Schweiz: Demokratische Jurist_innen Schweiz (DJS/JDS)
- Spanien: Democratic Lawyer Network of Spain
- Vereinigtes Königreich: Haldane Society of Socialist Lawyers

Daneben hat sie auch einige Einzelmitglieder, insbesondere aus Ländern, in denen keine vergleichbare Juristenorganisation existiert. Viele dieser Organisationen sind oder waren auch Mitglied der International Association of Democratic Lawyers (IADL), die einst als sowjetisch dominiert galt.

## Weblink
- Offizielle Website